# TEAC
TEAC Corporation (ティアック) est une société d'électronique haut de gamme d'origine japonaise. 
Elle fut fondée en 1953, sous le nom Tokyo Electro Acoustic Company.
Les produits TEAC les plus diffusés sont ceux concernant l'audio grand public et professionnel (sous les sous-marques Tascam pour les plus répandus et Esoteric pour le très haut de gamme). La marque commercialise également des périphériques informatiques et du matériel pour les industries médicale et aéronautique. 

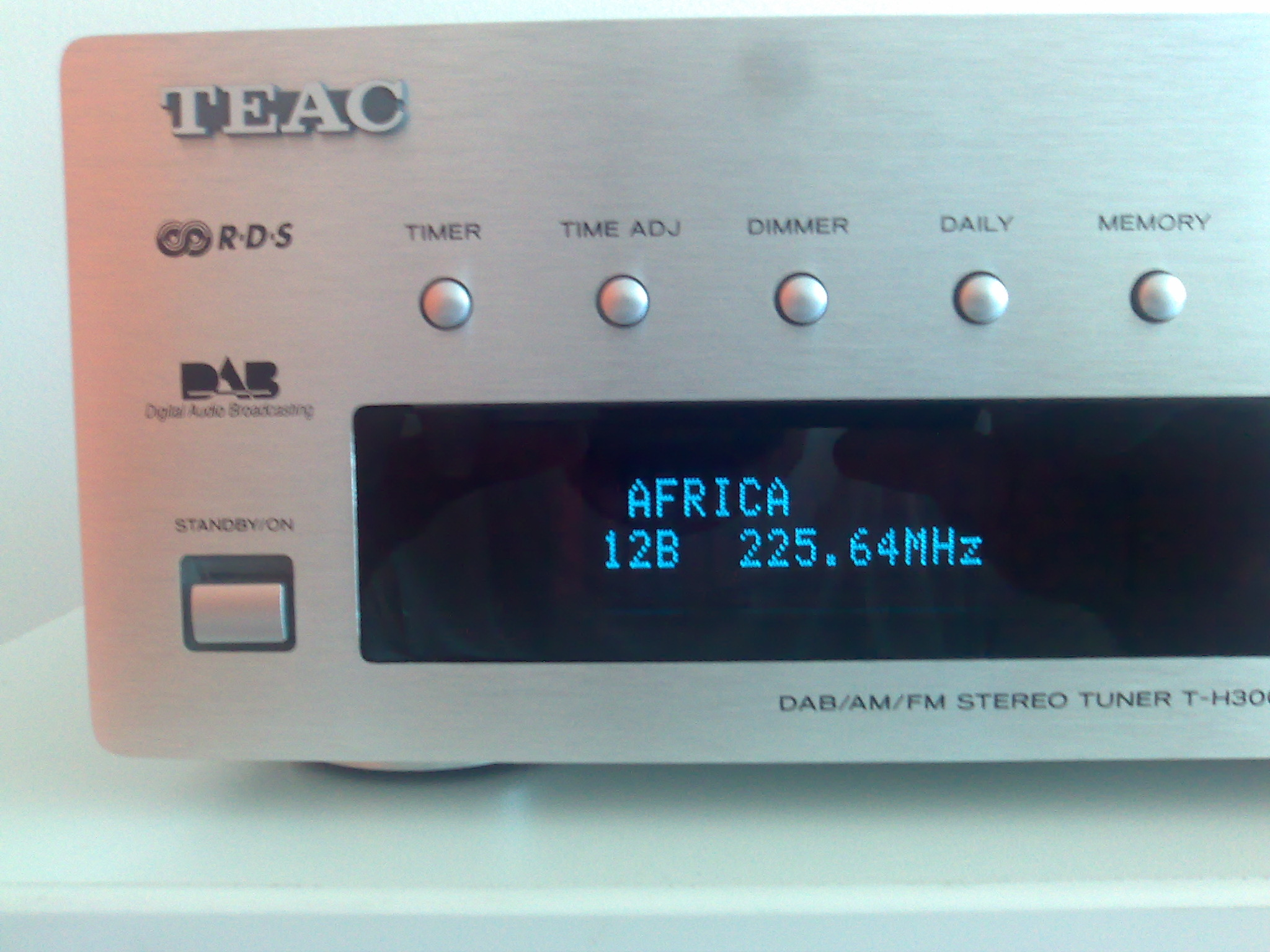
Tuner TEAC